# NBA All-Star Weekend 1992
L'NBA All-Star Weekend 1992, svoltosi a Orlando, vide la vittoria finale della Western Conference sulla Eastern Conference per 153 a 113.
Magic Johnson, dei Los Angeles Lakers, fu nominato MVP della partita. Cedric Ceballos, dei Phoenix Suns, si aggiudicò l'NBA Slam Dunk Contest. Craig Hodges, dei Chicago Bulls vinse per il terzo anno consecutivo l'NBA Three-point Shootout.

## Sabato

### Legend Classic
| 8 febbraio 1992 | Ovest | 46 – 38 | Est |  |

### Slam Dunk Contest
| Giocatore                 | Primo turno      | Semifinali       | Finale                |
| ------------------------- | ---------------- | ---------------- | --------------------- |
| Cedric Ceballos (Phoenix) | 85.4 (43.1+42.3) | 90,4 (45,7+44,7) | 97,2 (47,2+50,0-43,3) |
| Larry Johnson (Charlotte) | 98,0 (48,6+49,4) | 98,0 (49,6+48,4) | 66.0 (33,5+32,5-0,0)  |
| Nick Anderson (Orlando)   | 88,6 (47,4+41,2) | 89,8 (46,0+43,8) |                       |
| John Starks (New York)    | 89,6 (42,6+47,0) | 87,9 (43,1+44,8) |                       |
| Doug West (Minnesota)     | 84,1 (44,3+39,8) |                  |                       |
| Shawn Kemp (Seattle)      | 81,4 (47,4+34,0) |                  |                       |
| Stacey Augmon (Atlanta)   | 79,5 (44,7+34,8) |                  |                       |

### Three-point Shootout
- Dražen Petrović, New Jersey Nets
- Craig Hodges, Chicago Bulls
- Jim Les, Sacramento Kings
- Mitch Richmond, Sacramento Kings

- Dell Curry, Charlotte Hornets
- John Stockton, Utah Jazz
- Craig Ehlo, Cleveland Cavaliers
- Jeff Hornacek, Phoenix Suns

in grassetto è indicato il vincitore

## Domenica

### All-Star Game - Squadre

#### Western Conference
| Western Conference |                        |     |     |     |     |     |     |     |     |
| Giocatore          | Squadra                | MIN | FGM | FGA | FTM | FTA | RIM | AST | PT  |
| Karl Malone        | Utah Jazz              | 19  | 5   | 7   | 1   | 2   | 7   | 3   | 11  |
| Chris Mullin       | Golden State Warriors  | 24  | 6   | 7   | 0   | 0   | 1   | 3   | 13  |
| David Robinson     | San Antonio Spurs      | 18  | 7   | 9   | 5   | 8   | 5   | 2   | 19  |
| Clyde Drexler      | Portland Trail Blazers | 28  | 10  | 15  | 0   | 0   | 9   | 6   | 22  |
| Magic Johnson      | Los Angeles Lakers     | 29  | 9   | 12  | 4   | 4   | 5   | 9   | 25  |
| Tim Hardaway       | Golden State Warriors  | 20  | 5   | 10  | 2   | 2   | 0   | 7   | 14  |
| Hakeem Olajuwon    | Houston Rockets        | 20  | 3   | 6   | 1   | 1   | 4   | 2   | 7   |
| Jeff Hornacek      | Phoenix Suns           | 24  | 5   | 7   | 0   | 0   | 2   | 3   | 11  |
| Otis Thorpe        | Houston Rockets        | 4   | 1   | 1   | 0   | 0   | 0   | 0   | 2   |
| James Worthy       | Los Angeles Lakers     | 14  | 4   | 7   | 1   | 1   | 4   | 1   | 9   |
| John Stockton      | Utah Jazz              | 18  | 5   | 8   | 0   | 0   | 1   | 5   | 12  |
| Dan Majerle        | Phoenix Suns           | 12  | 2   | 5   | 0   | 0   | 3   | 2   | 4   |
| Dikembe Mutombo    | Denver Nuggets         | 10  | 2   | 4   | 0   | 0   | 2   | 1   | 4   |
| Totale             |                        | 240 | 64  | 98  | 14  | 20  | 43  | 44  | 153 |
| All. Don Nelson    | Golden State Warriors  |     |     |     |     |     |     |     |     |

MIN: minuti. FGM: tiri dal campo riusciti. FGA: tiri dal campo tentati. FTM: tiri liberi riusciti. FTA: tiri liberi tentati. RIM: rimbalzi. AST: assist. PT: punti

#### Eastern Conference
| Eastern Conference |                     |             |             |             |             |             |             |             |             |
| Giocatore          | Squadra             | MIN         | FGM         | FGA         | FTM         | FTA         | RIM         | AST         | PT          |
| Scottie Pippen     | Chicago Bulls       | 21          | 6           | 13          | 2           | 3           | 4           | 1           | 14          |
| Charles Barkley    | Philadelphia 76ers  | 28          | 6           | 14          | 0           | 0           | 9           | 1           | 12          |
| Patrick Ewing      | New York Knicks     | 17          | 4           | 7           | 2           | 5           | 4           | 0           | 10          |
| Isiah Thomas       | Detroit Pistons     | 28          | 7           | 14          | 0           | 0           | 1           | 5           | 15          |
| Michael Jordan     | Chicago Bulls       | 31          | 9           | 17          | 0           | 0           | 1           | 5           | 18          |
| Mark Price         | Cleveland Cavaliers | 15          | 1           | 5           | 4           | 4           | 0           | 3           | 6           |
| Brad Daugherty     | Cleveland Cavaliers | 15          | 3           | 8           | 0           | 0           | 6           | 1           | 6           |
| Joe Dumars         | Detroit Pistons     | 17          | 2           | 7           | 0           | 0           | 1           | 3           | 4           |
| Dennis Rodman      | Detroit Pistons     | 25          | 2           | 7           | 0           | 0           | 13          | 0           | 4           |
| Reggie Lewis       | Boston Celtics      | 15          | 3           | 7           | 1           | 2           | 4           | 2           | 7           |
| Kevin Willis       | Atlanta Hawks       | 14          | 4           | 10          | 0           | 0           | 4           | 0           | 8           |
| Michael Adams      | Washington Bullets  | 14          | 4           | 8           | 0           | 0           | 1           | 1           | 9           |
| Larry Bird         | Boston Celtics      | infortunato | infortunato | infortunato | infortunato | infortunato | infortunato | infortunato | infortunato |
| Dominique Wilkins  | Atlanta Hawks       | infortunato | infortunato | infortunato | infortunato | infortunato | infortunato | infortunato | infortunato |
| Totale             |                     | 240         | 51          | 117         | 9           | 14          | 48          | 22          | 113         |
| All. Phil Jackson  | Chicago Bulls       |             |             |             |             |             |             |             |             |

MIN: minuti. FGM: tiri dal campo riusciti. FGA: tiri dal campo tentati. FTM: tiri liberi riusciti. FTA: tiri liberi tentati. RIM: rimbalzi. AST: assist. PT: punti